# Olli Pekkala
Olli Pekkala (* 5. Februar 1987 in Kärkölä) ist ein ehemaliger finnischer Skispringer.

## Werdegang
Pekkala gab sein internationales Debüt bei Junioren-Wettbewerben 2003. Bei der Junioren-Weltmeisterschaft 2003 in Sollefteå gewann er Bronze mit der Mannschaft. Ein Jahr später konnte er Bronze im Einzelwettbewerb gewinnen. Nach guten Ergebnissen im Continental Cup, zum Beispiel einem zweiten Platz beim Springen in Kuopio am 29. Februar 2004, gab Pekkala am 10. März 2004 sein Debüt im Skisprung-Weltcup. In Kuopio erreichte er dabei von der Großschanze den 47. Platz. Ein Jahr später gewann er mit der Mannschaft erneut Bronze bei der Junioren-Weltmeisterschaft in Rovaniemi. Den Sommer-Grand-Prix 2006 beendete er auf dem 57. Platz der Gesamtwertung. Bei den finnischen Meisterschaften 2007 in Lahti erreichte er im Einzel den 6. Platz. Ab 2008 ließen seine Leistungen stark nach, so dass er Mitte 2009 aus dem Nationalteam ausschied.
Pekkala hat zwei Schwestern und einen Bruder.

## Erfolge

### Grand-Prix-Platzierungen
| Saison | Platz | Punkte |
| ------ | ----- | ------ |
| 2005   | 57.   | 10     |